# Ouad Naga
Ouad Naga (arabisch وادي الناقة) ist eine Stadt und gleichnamige Gemeinde in Mauretanien im Departement Ouad Naga in der Region Trarza. Die Stadt Ouad Naga ist die Hauptstadt der Gemeinde und des Departements und liegt etwa 40 km östlich von Nouakchott an der route de l’Espoir.
Die Gemeinde Ouad Naga hat 42 Ortschaften und mit Stand 2013 über 9000 Einwohner. Auf einer Fläche von über 275 km² leben etwa 33 Einwohner auf einem km². Ouad Nagas Bevölkerung setzt sich seit den 1970er Jahren hauptsächlich aus sesshaft gewordenen Nomaden zusammen. Die Stadt entwickelte sich zu einem Durchgangsort und einer Handelsstadt, die eine Vielzahl von Waren und Dienstleistungen anbietet und ist kulturelles und religiöses Zentrum, das beispielsweise mehrere Mahadras besitzt.